# Phaeoura charon
Phaeoura charon là một loài bướm đêm trong họ Geometridae.